# Kernkraftwerk Clinton
Das Kernkraftwerk Clinton mit einem Siedewasserreaktor liegt in der Nähe von Clinton im US-amerikanischen Bundesstaat Illinois. Der von General Electric errichtete Reaktor und die zugehörigen Betriebsgebäude bedecken eine Fläche von etwa 37,5 km². Auf weiteren 20 km² befindet sich ein Stausee zur Kühlwassergewinnung, der durch Aufstauen des Salt Creek und seines nördlichen Flussarms geschaffen wurde. Der Bau des Kraftwerks kostete mehr als vier Milliarden US-Dollar, somit ist es einer der teuersten Standorte der Stromerzeugung im Mittleren Westen. Clinton ging am 24. April 1987 an das öffentliche Stromnetz, der kommerzielle Leistungsbetrieb wurde am 24. November des Jahres aufgenommen.
Der Reaktor hat eine elektrische Nettoleistung von 950 Megawatt. Im September 2003 reichte Exelon einen Antrag zur Errichtung eines zweiten Reaktors des Kraftwerks ein, dieser wurde 2007 bewilligt. Im Juni 2016 wurde die Planung für den 2. Reaktor zurückgestellt und Reaktor 1 sollte im Juni 2017 abgeschaltet werden. Mit Stand 2025 soll Reaktor 1 bis 2047 weiter betrieben werden.

## Eigentümer
Betreiber und Eigentümer war die AmerGen Energy Company LLC. Nach der Übernahme von AmerGen durch Exelon war die Exelon Generation Co., LLC der Betreiber. Seit 2022 ist die aus Exelon abgespaltene Constellation Energy Betreiber des nun Clinton Clean Energy Center genannten Kraftwerks.

## Wirtschaftliche Lage
Im März 2014 wurde bekannt, dass sämtliche Kernkraftwerke von Exelon in Illinois Verluste einfahren und die Anlage in Clinton neben zwei weiteren, Byron und Quad Cities, zu den unrentabelsten gehört. Grund war die starke Konkurrenz durch hohe Erdgasvorkommen auf Grund des in den Vereinigten Staaten weit verbreitenden Fracking und noch nicht entwickelter Flüssigerdgas-Exportmöglichkeiten. Der Betreiber wollte sich um staatliche Subventionen für CO2-freie Energieträger, analog zu Wind- und Solarkraftwerken, bemühen, um die Rentabilität der Anlagen wiederherzustellen.
Nachdem der Staat Illinois die geforderten Subventionen nicht bewilligt hatte, spitzte sich im August 2015 die Lage zu und es wurde über eine baldige Abschaltung der drei Kernkraftwerke spekuliert. In einer Ausschreibung über den Verkauf von Strom aus den Anlagen konnte sich die Anlage in Byron behaupten, sodass ihr Betrieb zunächst bis Ende Mai 2019 gesichert war. Quad Cities scheiterte an der Ausschreibung für die Jahre 2018 und 2019, sodass diese Anlage zunächst bis Ende Mai 2018 weiterbetrieben werden durfte. Die unprofitable Anlage in Clinton war von der Ausschreibung nicht betroffen, da sie ihren Strom in ein anderes Stromnetz überträgt.
Im Juni 2016 kündigte Betreiber Exelon die Stilllegung des Kraftwerks zum 1. Juni 2017 an. Als Ursache wurden wirtschaftliche Gründe genannt; gemeinsam mit dem Kernkraftwerk Quad Cities habe das Kraftwerk in den vorherigen 7 Jahren etwa 800 Millionen Dollar Verlust eingefahren. Die Stilllegungspläne wurden jedoch zurückgezogen, nachdem der Gouverneur von Illinois, Bruce Rauner, im Dezember 2016 das Gesetz Senate Bill 2814 „Future Energy Jobs Act“ unterzeichnet hatte. Das Kraftwerk sollte für weitere 10 Jahre in Betrieb bleiben. Exelon erhielt jährlich 235 Mio. USD, um die Verluste durch den Betrieb der beiden Kernkraftwerke Clinton und Quad Cities auszugleichen. Das „Future Energy Jobs Act“ führte Nullemissions-Zertifikate ein, deren obligatorischen Erwerb Stromkunden als gedeckelte Aufschläge auf die Stromrechnung bezahlten. Laut Forbes subventioniert Illinois Strom aus den beiden Kernkraftwerken für zehn Jahre mit 1 US-cent pro kWh. Die Subventionen für Strom aus Windkraft lagen in dem Bundesstaat 2016 dagegen bei 2,3 US-cent und für Solaranlagen bei 21 US-cent pro kWh.
Constellation Energy und Meta Platforms gaben im Juni 2025 bekannt, einen Stromabnahmevertrag (Power Purchase Agreement) mit einer Laufzeit von 20 Jahren abgeschlossen zu haben. Die vertraglich vereinbarte Leistung ist nach Auslaufen der Regelungen aus dem „Future Energy Jobs Act“ ab Juni 2027 zu erbringen.

## Betriebsbewilligung
In den USA wird die Betriebsbewilligung (engl. license) für ein Kernkraftwerk von der Nuclear Regulatory Commission (NRC) zunächst für einen Zeitraum von bis zu 40 Jahren erteilt, dieser basierte ursprünglich auf dem Zeitraum für die Abschreibung von Anlagevermögen. Der Atomic Energy Act of 1954 erlaubt eine (auch mehrmalige) Verlängerung der Betriebserlaubnis um jeweils 20 Jahre.
Die Betriebsbewilligung für den Block 1 wurde am 17. April 1987 durch die NRC bis zum 17. April 2027 erteilt. Eine 20-jährige Laufzeitverlängerung, wie die meisten übrigen AKW in den USA, wurde durch den Betreiber Exelon Stand März 2024 nicht beantragt. Die Anlage ist ohne Subventionen nicht konkurrenzfähig, die 2016 für 10 Jahre bewilligten Mittel laufen rund ein halbes Jahr vor der Betriebslizenz aus.

## Daten der Reaktorblöcke
Das Kernkraftwerk Clinton hat einen Block:
| Reaktorblock | Reaktortyp         | Netto- leistung | Brutto- leistung | Baubeginn  | Netzsyn- chronisation | Kommer- zieller Betrieb | Betriebs- bewilligung | Abschal- tung                 |
| ------------ | ------------------ | --------------- | ---------------- | ---------- | --------------------- | ----------------------- | --------------------- | ----------------------------- |
| Clinton-1    | Siedewasserreaktor | 1043 MW         | 1098 MW          | 24.02.1976 | 24.04.1987            | 24.11.1987              | 17.04.2027            |                               |
| Clinton-2    | Siedewasserreaktor | 933 MW          | 985 MW           | 01.10.1975 | -                     | -                       | -                     | Bau eingestellt am 01.10.1983 |